# CLAMP
CLAMP (яп. クランプ курампу, «Кламп») — один из наиболее известных японских художественных коллективов, состоящий из женщин-мангак. Большая часть выпущенной ими манги была экранизирована в аниме. По состоянию на октябрь 2007 года примерно 100 миллионов танкобонов из-под пера CLAMP было продано по всему миру. Известные работы: Cardcaptor Sakura, Chobits, Tsubasa: Reservoir Chronicle, xxxHolic.
Свою деятельность члены CLAMP начали в середине 1980-х годов. Официально группа была основана в 1989 году (основатели: Тамаё Акияма и Сэй Нанао) и изначально состояла из 12-ти человек, являясь на момент своего образования додзинси-кружком. Членами CLAMP на тот момент были: Тамаё Акияма, Соси Хисика, О-Кён, Кадзуэ Накамори, Юдзуру Иноуэ, Сэй Нанао, Синъя Оми и Лиза Сэй. Дебютной мангой группы стала RG Veda, написанная ими в 1989 году. Вскоре после этого, в 1990 году состав группы уменьшился до семи человек, а затем, после ухода ещё трёх человек, в CLAMP остались лишь четверо активных участников.

## Текущий состав
- Нанасэ Окава (яп. 大川七瀬 О:кава Нанасэ), с 2004 по 1 марта 2008 — Агэха Окава  (яп. 大川 緋芭 О:кава Агэха).
- Мокона (яп. もこな), ранее Мокона Апапа (яп. もこなあぱぱ)
- Цубаки Нэкои (яп. 猫井　椿), ранее Мик Нэкои (яп. 猫井みっく Нэкои Микку)
- Сацуки Игараси (яп. いがらし寒月 Игараси Сацуки), ранее Сацуки Игараси (яп. 五十嵐さつき Игараси Сацуки) (фамилия писалась иероглифами, а имя хираганой, теперь наоборот. Произносится одинаково)

## История

### До основания (1980-1989)

Логотип

История группы CLAMP берёт своё начало с середины 1980-х годов. Тогда это был додзинси-кружок под названием CLAMP Cluster, состоявший из 11 человек. Для многих додзинси-групп было характерной чертой время от времени приглашать гостей для участия в написании манги, не была исключением и CLAMP. Например, Юдзуру Иноуэ многие считали 12-м членом CLAMP, хотя она была всего лишь приглашённой ими для участия. Мокона, Цубаки Нэкои и Сацуки Игараси впервые начали рисовать мангу, когда ходили в старшую школу. Позднее они подружились с Нанасэ Окавой, которая присоединилась к коллективу. Позднее присоединились и другие, их встречи происходили около одного раза в месяц. До того, как начать работу над оригинальной мангой, группа занималась рисованием додзинси, например Captain Tsubasa. В 1987 году группа прекратила работу над додзинси и занялась созданием оригинальной манги RG Veda. Их первая совместная работа, над которой они трудились вплоть до официального дебюта, имела название "CLAMP".
Группа дебютировала, выпустив мангу RG Veda в журнале Wings издательства Shinshokan, после чего решила заняться созданием манги на профессиональном уровне.

### 1990-1999
Вскоре после выпуска дебютной манги состав группы уменьшился до семи человек. Первой группу покинула О-Кён, затем ушли Сэй Нанао, Кадзуэ Накамори и Синъя Оми. Наконец, в 1992 году, группу покинула Лиза Сэй.
В июле 1989 года издательство Genki Comics начало издавать вторую работу группы CLAMP под названием Man of Many Faces. В августе 1991 года этим же издательством выпускалась манга Duklyon: Clamp School Defenders. В 1990 году была выпущена манга Tokyo Babylon в журнале Monthly Asuka, а в мае 1992 года — манга X.
Работы группы CLAMP публиковались многими издателями, включая Kobunsha (манга Shirahime-Syo: Snow Goddess Tales). В марте 1993 года группой CLAMP была создана манга Miyuki-chan in Wonderland, публиковавшаяся в журнале Newtype. В ноябре этого же года была создана манга Magic Knight Rayearth, публиковавшаяся в Nakayoshi. В 1996 году на страницах журнала Nakayoshi появилась манга Cardcaptor Sakura, в которой, в отличие от многих предыдущих работ, не было элементов трагедии. В июле 1995 года издательство Kadokawa Shoten выпустило мангу The One I Love. Манга Wish начала выпускаться в 1996 году. В январе 1999 года вышла манга Angelic Layer.

### 2000-наши дни
В 2001 году журнал Young Magazine начал выпускать мангу Чобиты, ориентированную на мужскую аудиторию, в отличие от предыдущих работ. Этим же журналом выпускалась манга xxxHolic.
В 2004 году группе CLAMP исполнилось 15 лет. В честь этого издательство Tokyopop выпустило 12-томную серию манги CLAMP no Kiseki, которая содержала информацию, интересную для фанатов. Также в 2004 году члены CLAMP решили поменять имена. Нанасэ Окава взяла имя Агэха Окава, Мокона — Мокона Апапа, Цубаки Нэкои — Мик Нэкои. Имя Сацуки Игараси произносилось по-прежнему, но теперь оно писалось другими символами.
В 2006 году Окава впервые оказалась за границей и  посетила Международную книжную выставку в Тайбэе. Давая интервью, она отметила, что группа CLAMP впервые появится в США на аниме-фестивале Anime Expo в Анахайме. На фестивале группа была хорошо принята публикой фанатов, заполнивших 6000 мест в аудитории.
В 2011 году в журнале «Nikkei Entertainment» был опубликован рейтинг наиболее коммерчески успешных мангак современности. CLAMP заняли в рейтинге 34 место.

## Стиль
В отличие от многих мангак, специализирующихся на каком-либо одном жанре, группа CLAMP специализировалась на различных жанрах: от манги для детей и комедии (Cardcaptor Sakura, Clamp School Detectives) до драмы (xxxHolic, X). При написании новых произведений, в них часто добавлялись персонажи из более ранних работ, таким образом творчество группы получило название «Вселенная CLAMP». Окава объясняла, что подобный метод используется группой для того, чтобы, во-первых, усилить эмоциональную вовлечённость читателя в сюжет, а во-вторых, чтобы сделать своих героев более похожими на настоящих людей, чем на вымышленных персонажей.

### Рисунок
Текущие члены группы CLAMP, будучи ученицами старшей школы, посещали художественные кружки, однако многие навыки по рисованию манги им пришлось осваивать самостоятельно.
Манга отличается своим разнообразием визуального оформления. Рисунок меняется в зависимости от того, кто из группы конкретно рисует мангу, и от целевой аудитории. Общими чертами работ являются хорошо прорисованные волосы, глаза и фигуры у персонажей. Манга Clover примечательна интенсивным использованием в ней негативного пространства.

### Темы
Творчество группы CLAMP охватывает широкий спектр тем. Одной из них является тема судьбы человека, которая раскрывается в соответствии с взглядами Нанасэ Окавы на жизнь; она считает, что судьба «есть то, что человек выбирает сам», а не «мистическая сила, управляющая человеком». Также имеет место тема родственной души (иначе говоря, необъяснимая связь между двумя людьми). Несмотря на то, что CLAMP обычно пишет романтические произведения, любовь не является центральной темой, так как, по признанию Нанасэ Окавы, она «не очень хороша в написании любовных историй».

## Работы CLAMP

### Текущие работы
| Название                                         | Количество томов | Текущий статус                                             |
| ------------------------------------------------ | ---------------- | ---------------------------------------------------------- |
| Clover                                           | 4                | Не издаётся ни в одном журнале                             |
| GATE 7                                           | 3                | Издаётся с 2010 года в Jump SQ                             |
| Drug & Drop (яп. ドラッグ＆ドロップ)             | 1                | Издаётся с 2011 года в Young Ace (продолжение Lawful Drug) |
| X (яп. Ｘ Эккусу)                                | 19               | Не издаётся ни в одном журнале                             |
| xxxHOLiC Rei (яп. XXXHOLiC ◆ 戻 ×××Хорикку: Рэй) | 19               | Издаётся с 2013 года в Young Magazine                      |

### Завершённые работы
| Название                                                                                    | Издатель                                                                             | Количество томов |
| ------------------------------------------------------------------------------------------- | ------------------------------------------------------------------------------------ | ---------------- |
| Angelic Layer (яп. エンジェリックレイヤー Эндзиэрикку Рэйя:)                                | Kadokawa Shoten Kadokawa Comics Series                                               | 5                |
| Cardcaptor Sakura (яп. カードキャプターさくら Ка:докяпута: Сакура)                          | Kodansha KC Deluxe                                                                   | 12               |
| Чобиты (яп. ちょびっツ Тёбитцу)                                                             | Kodansha Young Magazine KC Deluxe                                                    | 8                |
| CLAMP no Kiseki (яп. CLAMPノキセキ CLAMP но Кисэки)                                         | Kodansha                                                                             | 12               |
| CLAMP School Detectives (яп. CLAMP学園探偵団 CLAMP Гакуэн Тантэйдан)                        | Kadokawa Shoten Asuka Comics DX                                                      | 3                |
| Duklyon: CLAMP School Defenders (яп. 学園特警デュカリオン Гакуэн Токкэй Дюкарион)           | Kadokawa Shoten Newtype 100% Comics                                                  | 2                |
| The Legend of Chun Hyang (яп. 新・春香伝 Син Сюнкадэн)                                      | Hakusensha Serie Mystery HLC / Hakusensha Library                                    | 1                |
| Magic Knight Rayearth (яп. 魔法騎士レイアース Мадзикку Найто (Махо: Киси) Рэйа:су)          | Kodansha KC Deluxe                                                                   | 6                |
| 20 Mensou ni Onegai/20 Masks, Please! (яп. 20面相におねがい!! 20 мэнсоу ни онэгай!!)        | Kadokawa Shoten Newtype 100 % Comics / Kadokawa Comics Series                        | 2                |
| Miyuki-chan in Wonderland (яп. 不思議の国の美幸ちゃん Фусиги но Куни но Миюки-тян)          | Kadokawa Shoten Newtype 100 % Comics Extra / Kadokawa Comics Series                  | 1                |
| The One I Love (яп. わたしのすきなひと Ватаси но сукина хито)                               | Kadokawa Shoten Young Rose Comics DX                                                 | 1                |
| RG Veda (яп. 聖伝 Сэйдэн)                                                                   | Shinshokan Wings Comics                                                              | 10               |
| Shirahime-Syo: Snow Goddess Tales (яп. 白姫抄 Сирахимэ-Сё:)                                 | Kadokawa Shoten Asuka Comics DX                                                      | 1                |
| Suki Dakara Suki (I like, therefore I like) (яп. 「すき。だからすき」 Суки; Дакара Суки)    | Kadokawa Shoten Asuka Comics                                                         | 3                |
| Tokyo Babylon (яп. 東京BABYLON То:кё: BABYLON)                                              | Shinshokan Wings Comics / Wings Library                                              | 7                |
| Tsubasa: RESERVoir CHRoNiCLE (яп. ツバサ−RESERVoir CHRoNiCLE− Цубаса −RESERVoir CHRoNiCLE−) | Издавалась с 2003 года в Weekly Shonen Magazine.                                     | 28               |
| Wish                                                                                        | Kadokawa Shoten Asuka Comics DX                                                      | 4                |
| xxxHOLiC (яп. ×××ホリック ××× Хорикку)                                                      | Издавалась с февраля 2003 года до февраля 2011 года в Young Magazine.                | 19               |
| Kobato (Kari) (яп. こばと（仮） Кобато (Кари))                                              | Издавалась с 2005 года до 2011 года в Monthly Sunday Gene-X.                         | 6                |
| Legal Drug (яп. 合法ドラッグ)                                                               | Издавалась с 2000 года до 2003 года в Monthly Asuka (Имеет продолжение Drug & Drop). | 3                |

### Короткие работы
Эти короткие работы издавались только в журналах, они никогда не публиковались в танкобонах.
| Название | Год издания | Журнал                          |
| --- | ----------- | ------------------------------- |
| Yumegari (яп. 夢狩り Юмэгари)                                                                                       | 1996        | Monthly Asuka                   |
| Left Hand (яп. 左手 Хидари Тэ)                                                                                      | 1994        | Shinshokan South (теперь Wings) |
| Sohryuden: The Dragon Kings in the city of water (яп. 水都の四兄弟 創竜伝・外伝 Суйто но Ёнкё:дай со:рю:дэн гайдэн) | 1994        | Mystery DX                      |
| Murikuri | 2002        | Young Magazine                  |

### Совместные работы
| Название | Совместно с кем     | Вклад                                                   |
| --- | ------------------- | ------------------------------------------------------- |
| BLOOD-C (манга) | Котонэ Ранмару      | Сценарий и дизайн персонажей                            |
| BLOOD-C | Production I.G      | Сценарий и дизайн персонажей                            |
| CLAMP School Paranormal Investigators (яп. CLAMP学園怪奇現象研究会事件ファイル CLAMP Гакуэн Кайкигэнсё: Кэнкю:кай Дзикэн Файру) | Томиюки Мацумото    | Сценарий и рисунок                                      |
| Code Geass: Lelouch of the Rebellion (яп. コードギアス 反逆のルルーシュ Ко:до Гиасу Хангяку но Руру:сю)                         | Sunrise             | Дизайн персонажей, иллюстрации в эндинге (второй сезон) |
| Koi (яп. 恋 Кой) | Такэси Окадзаки     | Сценарий                                                |
| Night Head | Джордж Ийда         | Иллюстрации (2 тома)                                    |
| Oshiroi Chouchou (яп. おしろい蝶々 Осирой Тё:тё:)                                                                               | Камон Нанами・Акира | Иллюстрации (1 том)                                     |
| Rex: A Dinosaur Story (яп. REX 恐竜物語 Rekkusu: Kyōryū Monogatari)                                                             | Хата Масанори       | Иллюстрации и сценарий (1 том)                          |
| Sohryuden: Legend of the Dragon Kings (яп. 創竜伝 Со:рю:дэн)                                                                    | Ёсики Танака        | Иллюстрации (12 томов)                                  |
| Sweet Valerian (Animated Series) (яп. スウィート・ヴァレリアン Сууи:то Вуарэриан)                                               | Madhouse Production | Дизайн персонажей                                       |

У группы также было ещё несколько додзинси-работ, но они здесь не перечислены.

## Отзывы
Согласно опросу, проведённому исследовательской компанией Oricon, в 2007 году группа CLAMP занимала девятое место среди наиболее популярных мангак. Гэн Фукунага, президент и исполнительный директор компании Funimation Entertainment, положительно отозвался о группе, назвав её «одним из самых знаменитых творческих объединений Японии». Согласно мнению журналиста The New York Times Чарльза Соломона, CLAMP «входит в число наиболее успешных создателей манги в Японии и Соединённых Штатах».